# John Kinsella
John Kinsella (Estados Unidos, 26 de agosto de 1952) es un nadador estadounidense retirado especializado en pruebas de estilo libre media y larga distancia, donde consiguió ser subcampeón olímpico en 1968 en los 1500 metros.

## Carrera deportiva
En los Juegos Olímpicos de México 1968 ganó la medalla de plata en los 1500 metros estilo libre, con un tiempo de 16:57.3 segundos, tras su paisano estadounidense Michael Burton y por delante del australiano Greg Brough.
Cuatro años después, en las Olimpiadas de Múnich 1972 ganó el oro en los relevos de 4x200 metros estilo libre.